# Iridopsis brittonae
Iridopsis brittonae is een vlinder uit de familie van de spanners (Geometridae). De wetenschappelijke naam van de soort is voor het eerst geldig gepubliceerd in 1932 door de Engelse entomoloog Louis Beethoven Prout. De soort was gevangen en gekweekt in Argentinië door miss E. A. Britton.